# المقداد مجلي
المقداد مجلي (بالإنجليزية: Almigdad Mojalli)‏ (من 1981 إلى 17 يناير 2016) كان صحفيًا يمنيًا مستقلاً عمل في خدمة الإعلام الأمريكية صوت أمريكا. في 17 يناير / كانون الثاني 2016، قُتل مجلي في غارة جوية سعودية على قرية بالقرب من صنعاء أثناء محاولته الإبلاغ عن التدخل بقيادة السعودية في اليمن.

## شخصية
ولد المقداد مجلي عام 1981 في صنعاء، اليمن. كان مجلي طالبًا في جامعة صنعاء من 2002 إلى 2005، وفي ذلك الوقت تخرج بدرجة البكالوريوس في اللغة الإنجليزية. تزوج وقت وفاته ولديه ولد هو عبد العزيز.

## المسيرة المهنة
كان مجلي صحفيًا مستقلاً كتب للعديد من الشركات المختلفة، مثل إذاعة صوت أمريكا، وصحيفة الديلي تلغراف (المملكة المتحدة)، والجزيرة (قطر) ووكالة الأنباء إيرين التابعة للأمم المتحدة. منذ أكتوبر 2006، كان موجلي يعمل لصالح إذاعة صوت أمريكا. قبل وفاته، كان يكتب بشكل أساسي عن الأزمة الإنسانية لضحايا الحرب الأهلية اليمنية (2015 إلى الوقت الحاضر) وتأثير التدخل على اليمن.

## الوفاة
تلقى المقداد مجلي تهديدات من مسؤولي حكومة الحوثيين قبل مقتله في عام 2016. تم تهديده بالحبس عدة مرات واتهم بأنه جاسوس للسعودية والولايات المتحدة. كما أنه تجنب الاعتقال والاختطاف عدة مرات أثناء قيامه بمهام.
قُتل المقداد مجلي في غارة جوية سعودية صباح الأحد 17 يناير/ كانون الثاني 2016 في حمام جريف، اليمن. أثناء قيامه بمهمة لصالح إذاعة صوت أمريكا، شن التحالف بقيادة السعودية غارة جوية استهدفت موجلي، بينما كان في مهمة للبحث عن شهود عيان على غارة جوية أدت إلى مقتل 15 مدنياً في الأسبوع السابق خارج صنعاء ومقابلة شهود العيان. وصل مجلي وزملاؤه، الذين كانوا يسافرون بالسيارة، إلى قرية حمام جريف الشرقية، ولاحظوا طائرات التحالف تحلق فوقهم. . أصابت الغارة الجوية مجلي، وألحقت إصابات خطيرة في بطنه ورقبته ووجهه. بينما كان مجلي ملطخًا بالدماء، قام زملاؤه باهر حميد والسائق السميعي بتضميده من خلال لف وشاح حول إصاباته. ثم حمله زملاؤه إلى السيارة وألقوه في ظهره. وطلب السائق السمعي من حميد القيادة حيث أصيب هو الآخر. لم يستطع حامد القيادة لأكثر من 10 أمتار لأنه أصيب بصدمة وتوقف. تولى سمعي المسؤولية وبعد 10 دقائق وصلوا إلى عيادة صغيرة كانت سيئة التجهيز وغير قادرة على علاج جروح موجلي. قال لهم الرجل في العيادة أن يذهبوا إلى بلدة بلاد الروس. توجهوا بالسيارة إلى مستشفى في صنعاء، ولكن بحلول ذلك الوقت أُعلن عن وفاة مجلي.

## السياق
اليمن في حالة حرب أهلية منذ عام 2015، حيث تعرضت عشرات المدارس والمستشفيات للقصف بضربات جوية مميتة. بدأ التدخل بعد تمرد الحوثي، وهو جماعة زيدية شيعية بقيادة عبد الملك الحوثي، واستيلاء على صنعاء. وتتهم السعودية الحوثيين بأنهم مدعومون من إيران. بدأت السعودية غاراتها الجوية على البلاد دعماً لحكومة هادي.
بدأت الهجمات على أهداف مدنية. قُتل عدد من المدنيين جراء الغارات السعودية أثناء نومهم في منازلهم، والتزمت وسائل الإعلام الصمت حيال هذه الهجمات. جُرح وقتل أكثر من 8100 مدني منذ بداية هذه الحرب مطلع عام 2015.

## التأثير
كتب المقداد مجلي القصص الإنسانية لأنه لم يؤمن بالقتال. غالبًا ما ركزت قصصه على الأحداث الدولية ونشر الوعي بالفقر وعدم المساواة بين الجنسين والتحديات. . تم الإبلاغ عن مقتل أكثر من 5600 شخص في الصراع اليمني وإصابة أكثر من 26000 شخص. كانت هناك حوافز تجاه الحكومة لوضع حد لهذا الصراع. هناك حوافز أكبر لتوفير حماية أفضل لعمال الإغاثة الدوليين والمدنيين والصحفيين.

## ردود الفعل
وقالت إيرينا بوكوفا، المديرة العامة لليونسكو، «إنني أدعو جميع الأطراف إلى التأكد من أن الصحفيين قادرون على القيام بعملهم في أكثر الظروف أمانًا، بما يتماشى مع اتفاقيات جنيف وقرار مجلس الأمن الدولي رقم 2222، الذي تم تبنيه. العام الماضي لتحسين سلامة الصحفيين في حالات النزاع».
ونددت منظمة مراسلون بلا حدود بالهجوم، وأصدرت البيان التالي: «مراسلون بلا حدود تذكر جميع أطراف النزاع المسلح في اليمن بأنهم مطالبون باحترام الصحفيين بموجب قرار مجلس الأمن الدولي رقم 2222، الصادر في عام 2015، واتفاقيات جنيف. .»
وقال متحدث باسم لجنة حماية الصحفيين، «إن وفاة المقداد مجلي الفظيعة تسلط الضوء على المخاطر الشديدة التي يواجهها الصحفيون أثناء تغطيتهم للقتال في اليمن. ويجب على جميع أطراف هذا النزاع اتخاذ كل خطوة ممكنة لحماية الصحفيين الذين يحاولون القيام بعملهم».
قال جون لانسينغ، الرئيس التنفيذي ومدير BBG، «كان المقداد مجلي صحفيًا ملتزمًا وموهوبًا قدم التضحية القصوى لتغطية القصص الصعبة، ولكن المهمة، القادمة من اليمن.» 
قال مدير إذاعة صوت أمريكا، كيلو تشاو Kelu Chao [الإنجليزية]، «إن قول الحقيقة على الأرض في خضم الصراع هو مسعى جاد. إن الإبلاغ عن الطبيعة المأساوية للحرب يتطلب الثبات والاستعداد للمخاطرة. كان السيد موجالي صحفيًا جيدًا ومثالًا لنا الكل. ونحزن على فقدان هذا الرجل الشجاع».